# Château de Schoenfels
Le château de Schoenfels est un château luxembourgeois situé à Schoenfels, dans la vallée de la Mamer, entre Kopstal et Mersch. Il fait partie de la Vallée des sept châteaux.

## Histoire

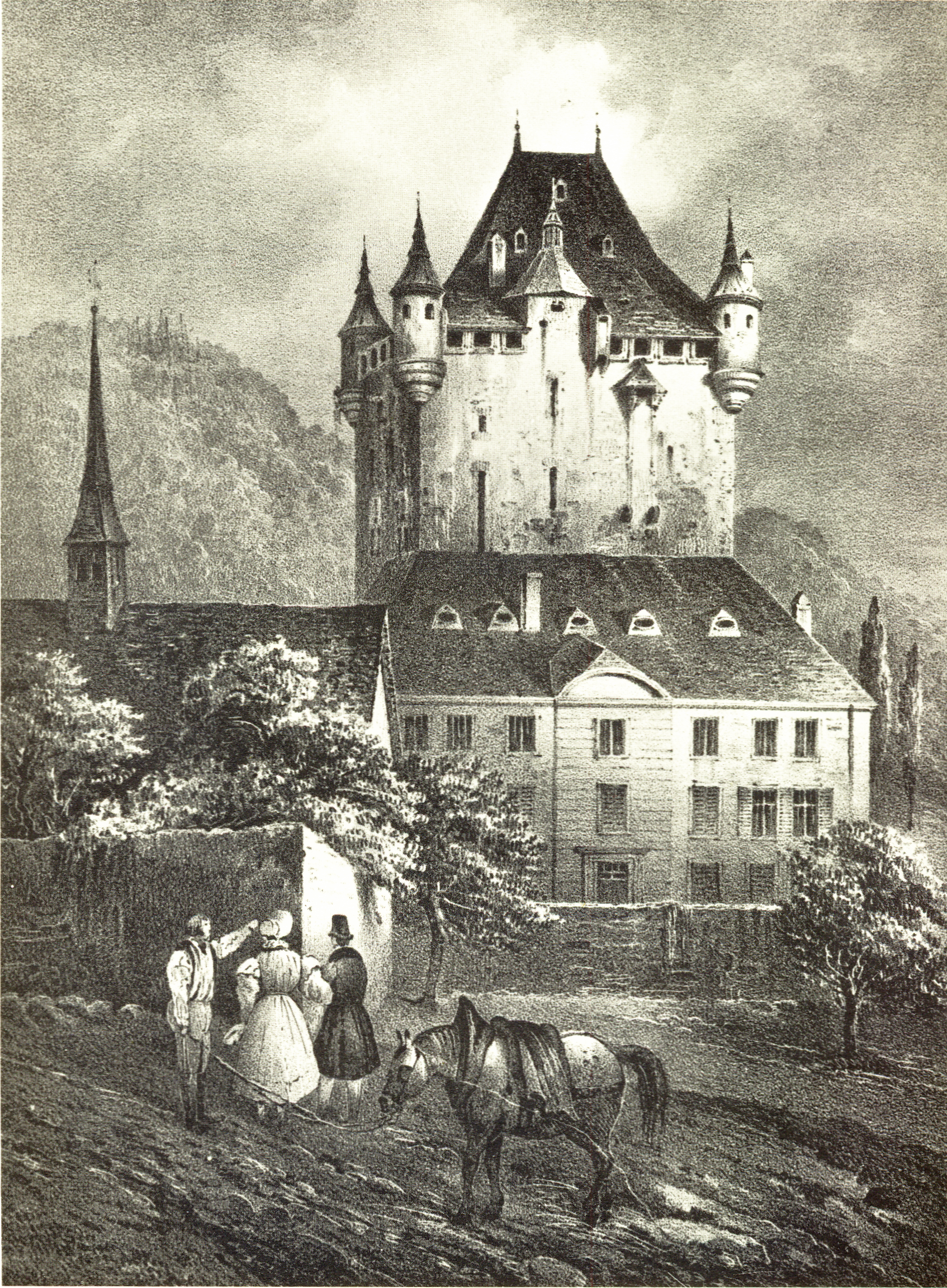
Le château par Nicolas Liez en 1834, lorsqu'il est propriété de Jean-Baptiste Thorn.

### Origines
Le château aurait été construit en 1292 par un certain Friedrich de Schonevels. Plus tard, sa possession revint par mariage aux seigneurs d'Ansembourg, puis de Sanem.
Au début du 16e siècle, Henri Schloeder de Lachen, seigneur de Schoenfels et Busbach devient propriétaire. L’entrée du donjon est décorée des armes des Schloeder von Lachen.
Le château féodal de Schoenfels, sans grande valeur stratégique, fut dénudé de ses fortifications en 1683 par les troupes de Louis XIV.
Le château et le village furent incendiés le 22 juin 1690 pendant une querelle entre Théodore De Neunheuser et le seigneur de Brandenbourg.

### Période moderne
En 1759, Pierre-François de Gaillot de Genouillac devient seigneur de Schoenfels par mariage avec Marie-Catherine de Neunheuser. Son fils François-Romain de Gaillot, époux de Marie-Louise de Cassal depuis 1774, vend ses propriétés de Schoenfels en 1813 à Jean-Baptiste Thorn, avocat à Luxembourg, qui vient y résider. 
Après la création Grand-duché de Luxembourg par le congrès de Vienne en 1815, puis l'annexion à la Belgique en 1830, celui-ci devient le gouverneur « belge » de la province de Luxembourg, s'opposant à l'autorité du grand-duc de Luxembourg, Guillaume Ier, qui demeure souverain sur un réduit territorial établi à un rayon de deux lieues autour du glacis de la forteresse de Luxembourg par la convention militaire belgo-luxembourgeoise de 1831. Le château étant situé à trois lieus au nord de ce point, il demeure donc théoriquement sous contrôle belge, mais les interprétations des deux camps variant, le commandant militaire prussien de la forteresse, le général Frédéric Dumoulin, choisit de se référer aux anciennes conventions définissant ce rayon à quatre lieues, ce qui inclut alors le château de Schoenfels. C'est dans ce contexte de troubles dans les relations entre la Belgique et le Luxembourg que, le 17 avril 1832, le gouverneur orangiste représentant le grand-duc, Frédéric-Guillaume de Goedecke, ordonne l'arrestation et l'incarcération du gouverneur belge Jean-Baptiste Thorn par la gendarmerie grand-ducale alors qu'il se trouve dans sa résidence, pour le motif d'avoir « contribué au renversement du Gouvernement établi par la loi fondamentale du Royaume uni des Pays-Bas et du Grand-duché de Luxembourg. ».
Après la scission du Grand-duché de Luxembourg du 19 avril 1839, le château et le domaine se trouvent entièrement et définitivement sur le territoire luxembourgeois. En 1840, il est revendu à Jacques Engler, un industriel et homme politique belge. Ce-dernier le transmet à son gendre, le baron Auguste Goethals, fils du général belge Charles Goethals qui avait signé la convention de 1831 délimitant le territoire luxembourgeois demeurant sous contrôle grand-ducal. En 1870, il y fait construire une maison de maître à côté du donjon. Par héritage, la famille Van den Poll (nl) devient nouveau propriétaire du château.
Le château est ensuite acheté en 1948 par l’industriel Camille Weiss, qui le cède en date du 16 mars 1971 à l’État luxembourgeois. La maison de maître est détruite en 1976 par l’État. Après la rénovation du donjon, il est prévu d’y installer un centre d’accueil et des bureaux de l’administration des eaux et forêts luxembourgeoise.